# ناحیه برگونه
ناحیه برگونه (به لاتین: Barguna District) یک ناحیه در بنگلادش است که در استان باریسال واقع شده‌است.

## خصوصیات
ناحیه برگونه ۱٬۸۳۱٫۳۱ کیلومترمربع مساحت و ۸۹۲٬۷۸۱ نفر جمعیت دارد.